# Nowy Pawłów
Nowy Pawłów – wieś w Polsce położona w województwie lubelskim, w powiecie bialskim, w gminie Janów Podlaski. Leży około 4 km od Janowa Podlaskiego w kierunku miejscowości Konstantynów.
| SIMC    | Nazwa        | Rodzaj    |
| ------- | ------------ | --------- |
| 1021694 | Nowe Buczyce | część wsi |

W latach 1975–1998 miejscowość administracyjnie należała do województwa bialskopodlaskiego.
Wieś jest sołectwem w gminie Janów Podlaski. Według Narodowego Spisu Powszechnego z roku 2011 wieś liczyła 396 mieszkańców.
Wierni Kościoła rzymskokatolickiego należą do parafii Trójcy Świętej w Janowie Podlaskim, a prawosławni należą do parafii św. Michała Archanioła w Nosowie.